# سديم بوميرانغ
سديم بوميرانغ هو سديم نجمي أولي يقع على بعد 5،000 سنة ضوئية عن الأرض في كوكبة قنطورس. يُعرف أيضاً بأسم سديم القوس المصنّف ويتم تصنيفه بأسم LEDA 3074547. و تصل درجة حرارة السديم عند 1 كلفن (−272.15 درجة مئوية − 457.87 درجة فهرنهايت) مما يجعله المكان الطبيعي الأبرد المعروف حالياً في الكون.
يعتقد أن سديم بوميرانغ عبارة عن نظام نجمي يتطور نحو مرحلة غيمة خصبة لتكوين الكواكب. و تستمر في التكوُّن والتطور بسبب تدفق الغاز من مركزها. و حبيبات الغبار على مقياس الميليمتر تخفي جزءاً من مركز السديم لذا يكون معظم الضوء المرئي الخارج من السديم عبارة عن قطبين متعاكسين يشكلاّن شكلاً مميزاً يشبه الساعة الرملية كما يُرى من الأرض. يتحرك الغاز الخارج بسرعة تبلغ حوالي 164 كم/الثانية و هذه الشرعة تدل على إنه يتوسع بسرعة؛ وهذا التوسع هو السبب في درجة حرارة اسديم المنخفضة بشكل غير عادي.
تم ملاحظة سديم بوميرانغ لأول مرة من قِبل الفلكيين كيث تايلور ومايك سكاروت عام 1980 بعد رصدِّهما له بأستخدام تلسكوب أنجلو-أسترالي في مرصد سايدينغ سبرينغ. ولم يتمكن الفلكيون من رؤيتها بوضوح، بل رأوا انحرافاّ طفيفاً فقط في قطبي السديم يشير إلى شكل منحني شبيه بصاعقة الرمح. تم تصوير السديم بتفصيل عالٍ بأستخدام تلسكوب هابل الفضائي في عام 1998 مما كشف عن شكل السديم المشابه للساعة الرملية المتناظر بشكل أكبر.
في عام 1995، أستخدم الفلكيون تلسكوب السوبرميليمتر السويدي-الأوروبي الجنوبي بقطر 15 متر في تشيلي لقياس درجة حرارة السديم التي بلغت درجة واحدة فوق الصفر المطلق (−272.15 درجة مئوية). و هذا يجعله أبرد مكان في الكون تم العثور عليه حتى الآن، بجانب درجات الحرارة التي تم إنشاؤها في المختبرات. حتى الإشعاع الخلفي للانفجار العظيم البالغ 2.7 كلفن أدفأ من هذه السديم. حيث هو الجسم الوحيد الذي تم العثور عليه حتى الآن والذي يحتوي على درجة حرارة أقل من إشعاع الخلفية الحرارية بطريقة طبيعية.
في عام 2013، كشفت ملاحظات تداخل الراديو المرئي الخاص بمصفوف مرصد أتاكاما المليمتري الكبير لسديم بوميرانج ميزات أخرى لها. وتم ملاحظة القوسين المزدوجين المرئيين للسديم محاطتان بشكل كروي أكبر من الغاز البارد و يمكن رؤيته فقط في طول موجة الراديو الفرعية. يبدو أن الحواف الخارجية للملفوفة تتدرج في التسخين بشكل تدريجي.
اعتبر من منتصف 2017 بأن أن النجم الساطع الموجود في مركز السديم هو عملاق أحمر يحتضر و ينفث أنفاسه الأخيرة.

## الصور

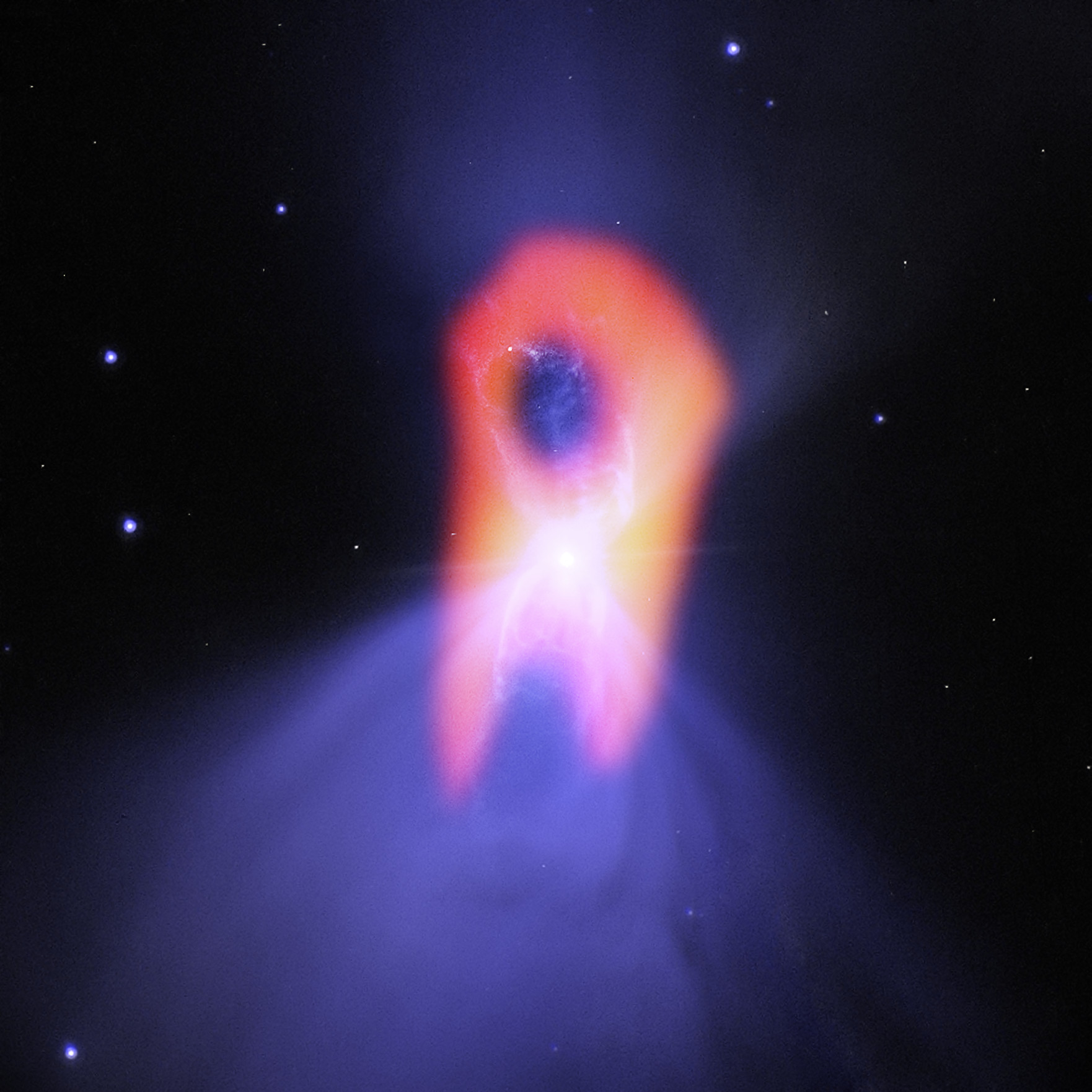
سديم بوميرانغ كما تمت مشاهدتها من مرصد من قبل مصفوف مرصد أتاكاما المليمتري الكبير في عام 2017.
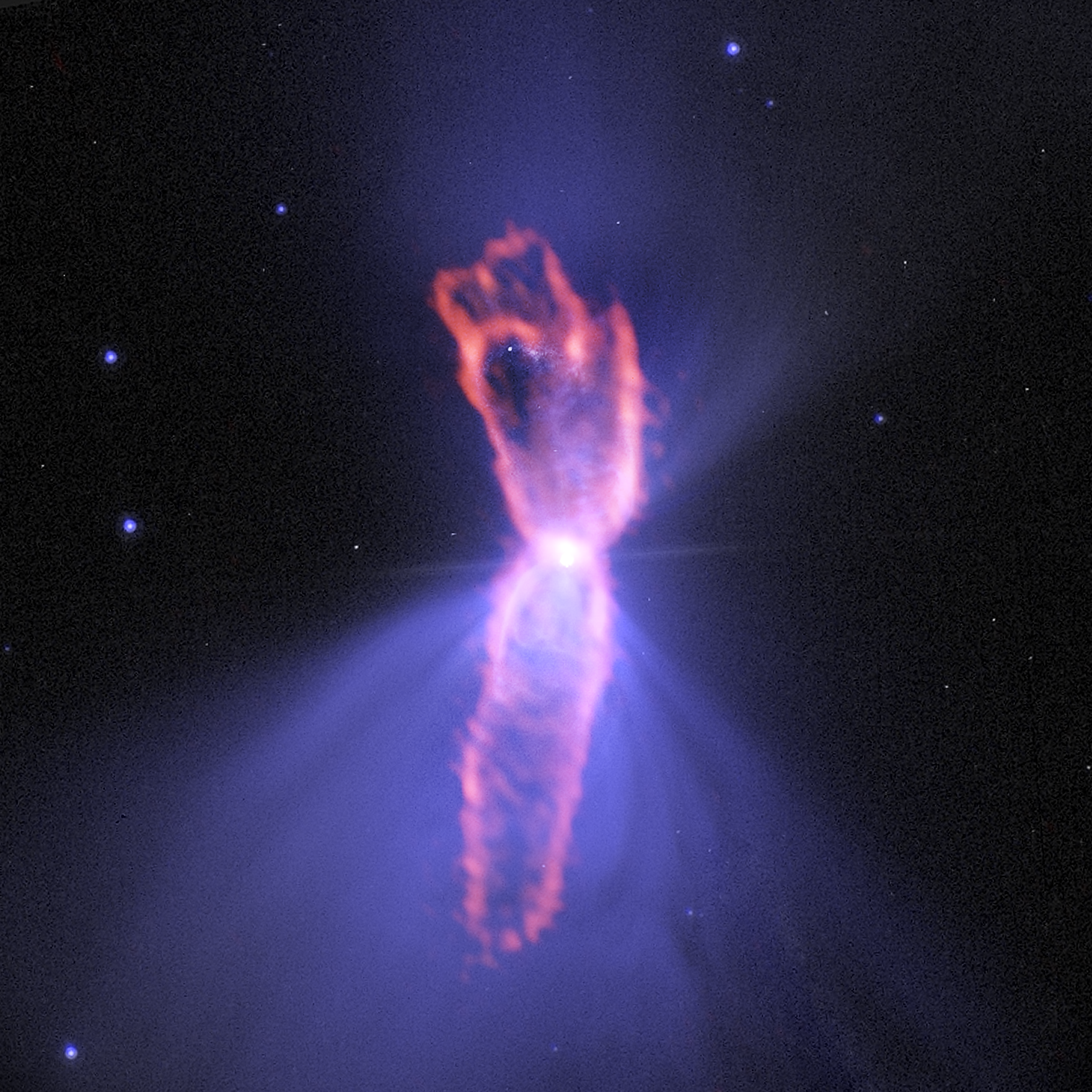
صورة أخرى من مرصد مصفوف مرصد أتاكاما المليمتري الكبير
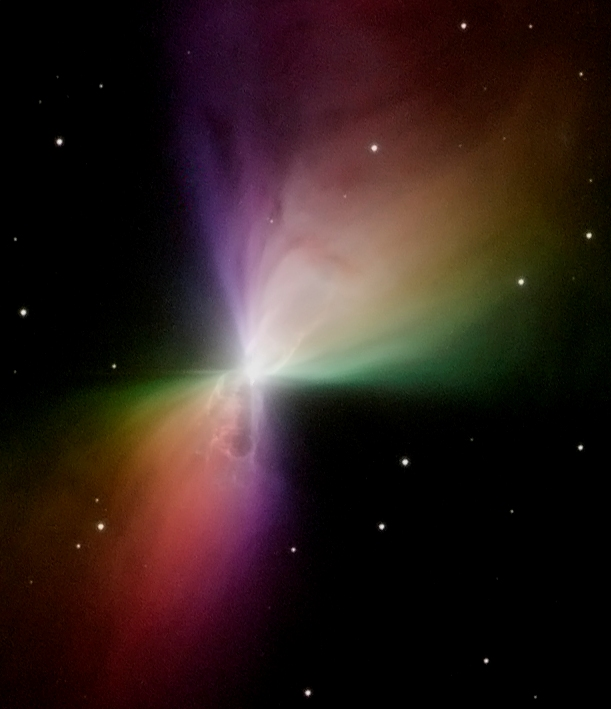
أخذت هذه الصورة من خلال هابل هذه بأستخدام مرشحات مستقطبة (مماثلة للنظارات الشمسية المستقطبة) وتم ترميزها بالألوان بالزاوية المرتبطة بالضوء المستقطب.
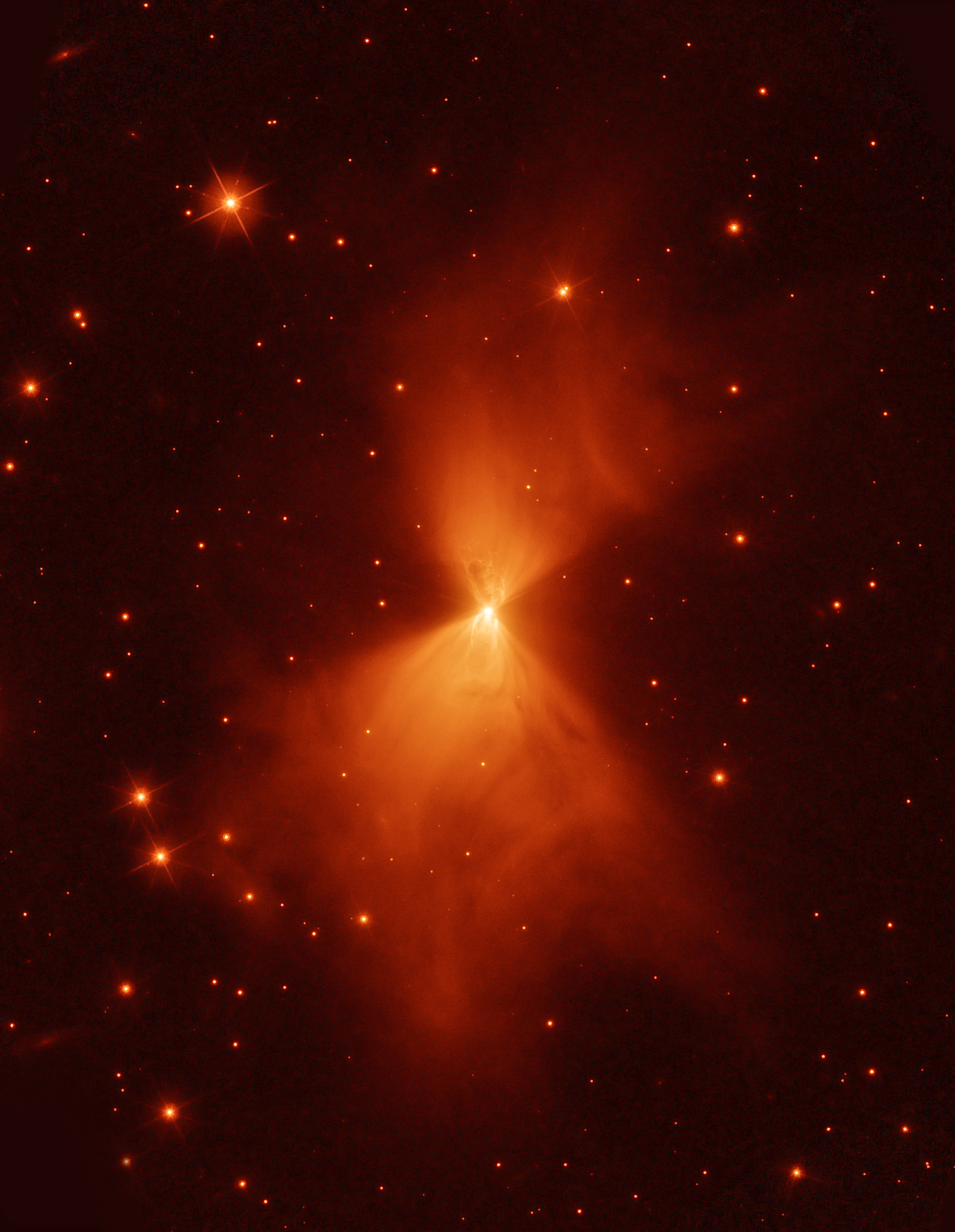
تم إستخدام المرشح الأحمر على بيانات مصفوف مرصد أتاكاما المليمتري الكبير أحادية اللون لعام 2013

## روابط خارجية
- NRAO سديم بوميرانغ
- سديم بوميرانغ - أروع مكان في الكون؟، وكالة الفضاء الأوروبية، 20 February 2003
- منظر هابل لسديم بوميرانغ، 13 سبتمبر 2003. الضوء المبعثر من سديم بوميرانغ
- وكالة الفضاء الأوروبية / سديم هابل-بوميرانغ
- SIMBAD والإحداثيات والبيانات العلمية. 4 يناير 2007.